# Taku Takeuchi
Taku Takeuchi (jap. 竹内 択, Takeuchi Taku; * 20. Mai 1987 in Iiyama in der Präfektur Nagano) ist ein japanischer Skispringer. Mit der japanischen Mannschaft gewann er bei den Nordischen Skiweltmeisterschaften 2013 den Mixed-Team-Wettbewerb.

## Werdegang
Takeuchi startete bis 2006 für den finnischen Verein Puijon Hiihtoseura, 2007 wechselte er zum japanischen Werksteam Kitano Kensetsu in Nagano. Seinen ersten Einsatz im Skisprung-Continental-Cup hatte er am 15. Januar 2005 in Sapporo. In dieser Saison erreichte er mit zwei Punkten den 164. Rang, in der folgenden Saison mit 115 Punkten den 49. Rang. Am 24. November 2006 erfolgte in Kuusamo der erste Einsatz im Skisprung-Weltcup. Im Continental Cup erreichte er in dieser Saison mit 162 Punkten den 39. Platz. Beim Skisprung-Weltcup 2006/07 errang er die ersten Weltcuppunkte und belegte am Ende mit 16 Punkten den 65. Rang. In der nächsten Saison konnte er am Ende mit 180 Punkten den 28. Platz belegen.
Bei den Olympischen Winterspielen 2010 in Vancouver schied Takeuchi in den Einzelspringen von der Normalschanze als 34. und auf der Großschanze als 37. nach dem ersten Durchgang aus. Mit der japanischen Mannschaft belegte er den fünften Rang. Am 4. Januar 2012 konnte er beim Springen in Innsbruck im Rahmen der Vierschanzentournee mit Platz drei erreichen, erstmals in seiner Karriere in einem Einzelspringen des Weltcups einen Podestplatz erreichen. Im Endklassement erreichte der Vierschanzentournee wurde er Neunter.
Am 23. September 2012 konnte er beim Sommer-Grand-Prix im kasachischen Almaty erstmals ein Springen in diesem Wettbewerb gewinnen. Er profitierte dabei davon, dass das Springen wegen starker Winde nach dem ersten Wertungsdurchgang abgebrochen wurde. Sein bisher bestes Weltcupergebnis erreichte er am 13. Februar 2013, als er in Klingenthal im Rahmen der FIS-Team-Tour 2013 Zweiter wurde.
Bei den Nordischen Skiweltmeisterschaften 2013 im Val di Fiemme gewann er zusammen mit Yūki Itō, Daiki Itō und Sara Takanashi die Goldmedaille im erstmals ausgetragenen Mixed-Team-Wettbewerb.
Am 6. Dezember 2013 gewann Takeuchi in Lillehammer zusammen mit Yūki Itō, Daiki Itō und Sara Takanashi den Mixed-Teamwettbewerb und erzielte damit seinen ersten Weltcupsieg. Am Folgetag konnte er im Einzelspringen mit Platz zwei hinter Gregor Schlierenzauer sein bestes Einzel-Ergebnis einstellen. Bei den Olympischen Winterspielen 2014 in Sotschi belegte er im Einzelwettbewerb auf der Normalschanze den 24. Platz und auf der Großschanze den 13. Platz. Im Mannschaftswettbewerb holte er zusammen mit Reruhi Shimizu, Daiki Itō und Noriaki Kasai die Bronzemedaille.
Am 21. September 2014 gewann er sein zweites Grand-Prix-Springen, wie schon vor zwei Jahren war er in Almaty siegreich. Bei den Nordischen Skiweltmeisterschaften 2015 in Falun belegte er auf der Normalschanze den fünften Rang im Einzelwettbewerb und im Mixed-Teamwettbewerb holte er zusammen mit Sara Takanashi, Noriaki Kasai und Yūki Itō die Bronzemedaille. Auf der Großschanze wurde er 24. im Einzel und Vierter mit der Mannschaft.
Am 21. Februar 2016 erzielte er in Lahti als Dritter die vierte Podestplatzierung seiner Karriere in einem Einzel-Weltcupspringen. Am 28. August 2016 gewann er in Hakuba sein drittes Grand-Prix-Springen. Bei den Nordischen Skiweltmeisterschaften 2017 in Lahti belegte er auf der Normalschanze den 20. Rang im Einzelwettbewerb. Im Mixed-Teamwettbewerb wiederholte er den Erfolg von 2015 und holte zusammen mit Sara Takanashi, Yūki Itō und Daiki Itō erneut die Bronzemedaille. Auf der Großschanze wurde er 17. im Einzel und Siebter mit der Mannschaft.
Im Februar 2018 nahm Takeuchi in Pyeongchang zum dritten Mal an den Olympischen Winterspielen 2018 teil. Er startete bei zwei von drei Wettbewerben. Im Einzelwettbewerb auf der Großschanze belegte er den 22. Platz und im Mannschaftswettbewerb auf der Großschanze wurde er Sechster.

## Erfolge

### Weltcupsiege im Team
| Nr. | Datum            | Ort         | Typ                 |
| --- | ---------------- | ----------- | ------------------- |
| 1.  | 6. Dezember 2013 | Lillehammer | Normalschanze Mixed |

### Grand-Prix-Siege im Einzel
| Nr. | Datum              | Ort    | Typ         |
| --- | ------------------ | ------ | ----------- |
| 1.  | 23. September 2012 | Almaty | Großschanze |
| 2.  | 21. September 2014 | Almaty | Großschanze |
| 3.  | 28. August 2016    | Hakuba | Großschanze |

### Continental-Cup-Siege im Einzel
| Nr. | Datum              | Ort       | Typ         |
| --- | ------------------ | --------- | ----------- |
| 1.  | 21. September 2019 | Stams     | Großschanze |
| 2.  | 22. September 2019 | Stams     | Großschanze |
| 3.  | 7. Dezember 2019   | Vikersund | Großschanze |
| 4.  | 15. Dezember 2019  | Kuusamo   | Großschanze |

## Statistik

### Weltcup-Platzierungen
| Saison  | Platz | Punkte |
| ------- | ----- | ------ |
| 2006/07 | 65.   | 016    |
| 2007/08 | 28.   | 180    |
| 2008/09 | 42.   | 056    |
| 2009/10 | 49.   | 054    |
| 2010/11 | 47.   | 067    |
| 2011/12 | 13.   | 429    |
| 2012/13 | 21.   | 381    |
| 2013/14 | 22.   | 333    |
| 2014/15 | 20.   | 363    |
| 2015/16 | 18.   | 398    |
| 2016/17 | 30.   | 130    |
| 2017/18 | 31.   | 089    |
| 2018/19 | 61.   | 009    |
| 2019/20 | 47.   | 028    |
| 2022/23 | 82.   | 002    |
| 2023/24 | 67.   | 002    |

### Grand-Prix-Platzierungen

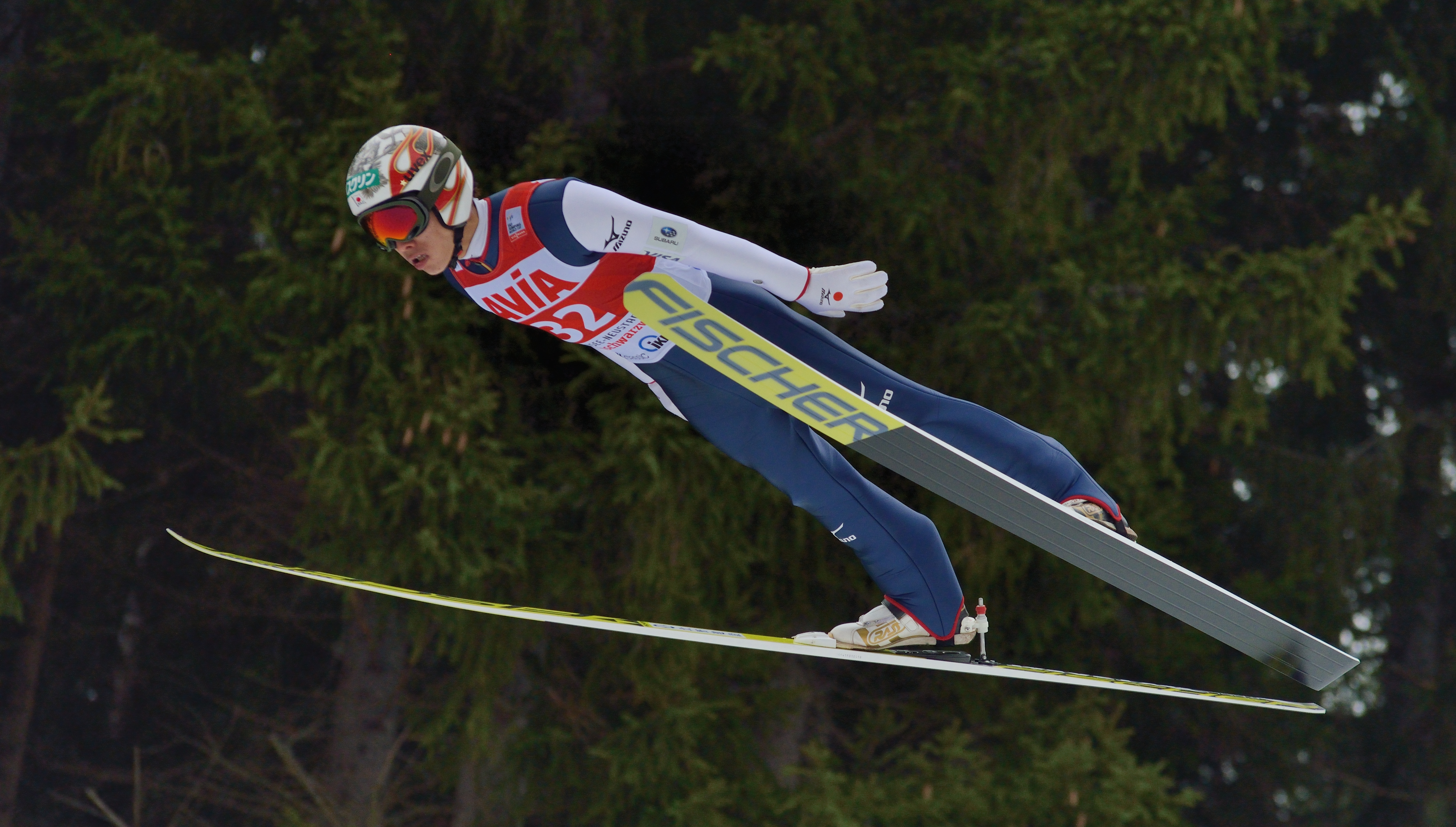
Taku Takeuchi 2016

| Saison | Platz | Punkte |
| ------ | ----- | ------ |
| 2006   | 43.   | 054    |
| 2007   | 21.   | 105    |
| 2008   | 15.   | 143    |
| 2009   | 15.   | 165    |
| 2010   | 12.   | 158    |
| 2011   | 06.   | 281    |
| 2012   | 03.   | 352    |
| 2013   | 15.   | 170    |
| 2014   | 03.   | 316    |
| 2015   | 24.   | 120    |
| 2016   | 05.   | 280    |
| 2017   | 28.   | 075    |
| 2018   | 16.   | 110    |
| 2019   | 39.   | 043    |
| 2023   | 26.   | 079    |